# Incunabula
Incunabula, lanzado por Warp Records en 1993, es el disco debut del dúo de música electrónica Autechre y el séptimo disco de la serie Artificial Intelligence. El nombre del disco proviene del latín, y es el plural de "incunabulum", un término usado para nombrar a los libros publicados antes de 1501, y también para designar a algo en su infancia o en sus primeras etapas de desarrollo.

## Lista de canciones
1. "Kalpol Introl" – 3:18
2. "Bike" – 7:57
3. "Autriche" – 6:53
4. "Bronchus 2" – 3:33
5. "Basscadet"¹ – 5:23
6. "Eggshell"² – 9:01
7. "Doctrine" – 7:48
8. "Maetl" – 6:32
9. "Windwind" – 11:15
10. "Lowride" – 7:15
11. "444" – 8:55

¹ "Basscadet" había sido lanzada anteriormente en una versión más básica como un disco de 12 pulgadas en Mighty Force Records.
² "Eggshell" aparecía en una versión más dance en el recopilatorio Artificial Intelligence bajo el nombre "The Egg".

## Apariciones en la cultura popular
- La canción "Kalpol Introl" fue usada en la película Pi, de Darren Aronofsky.